# Palpopleurinae
Die Palpopleurinae sind eine Unterfamilie der Segellibellen (Libellulidae) innerhalb der Libellen. Die darin enthaltenen Arten kommen vornehmlich in Asien, dem südlichen und zentralen Afrika sowie auf dem amerikanischen Doppelkontinent vor.

## Merkmale
Die Arten der Palpopleurinae sind vergleichsweise breit gebaute Libellen. Ihre Flügel sind oft bunt gefärbt und mit schwarzer Musterung versehen. Zur Unterscheidung gegenüber anderen Unterfamilien kann die einzigartige Form der Flügel herangezogen werden. Diese zeichnet sich dadurch aus, dass der Vorderrand des Vorderflügels am Ansatz konvex gekrümmt ist. Des Weiteren befindet sich der Arculus zwischen der ersten und zweiten Antenodalader und die letzte Antenodalader ist unvollständig.

## Lebensweise
Im Gegensatz zu den meisten anderen Großlibellen (Anisoptera) zeigen einige Arten der Palpopleurinae ein Balzgebaren, bei welchem sie ihre gemusterten Flügel zur Schau stellen.

## Systematik
Neben der namensgebenden Typgattung der Palpopleura beinhalten die Palpopleurinae Vertreter weiterer drei Gattungen. Das Taxon wurde 1917 von Tillyard eingerichtet. Enthalten sind die folgenden Gattungen:
- Diastatops
- Palpopleura
- Perithemis
- Zenithoptera